# Birmingham Cross-City Line
La Cross-City Line est une ligne de banlieue située dans les Midlands de l'Ouest en Angleterre. Elle relie Redditch à Lichfield, via la gare de Birmingham New Street à Birmingham. L'opérateur actuel est la compagnie West Midlands Railway.

## Histoire
La ligne actuelle est née à la fin des années 1970 de la modernisation de lignes existantes. Une nouvelle gare fut alors créée pour desservir l'Université de Birmingham, tandis que de nombreuses autres gares ont été reconstruites à cette époque. La ligne fut électrifiée en 1993.

## Gares desservies
La ligne dessert les gares suivantes :
- Lichfield Trent Valley
- Lichfield City
- Shenstone
- Blake Street
- Butlers Lane
- Four Oaks (Certains Trains sont terminus à cette station)
- Sutton Coldfield
- Wylde Green
- Chester Road
- Erdington
- Gravelly Hill
- Aston
- Duddeston
- Birmingham New Street
- Five Ways
- University of Birmingham
- Selly Oak
- Bournville
- Kings Norton
- Northfield
- Longbridge
- Barnt Green
- Branche 1 : Bromsgrove
- Branche 2 : Alvechurch, Redditch

## Services
De nos jours, la ligne est desservie par les automotrices Class 323, mises en service lors de l'électrification de la ligne en 1993.
La desserte actuelle se compose ainsi :
- entre Redditch et Four Oaks: 2 trains par heure
- entre Bromsgrove et Lichfield Trent Valley: 2 trains par heure

## Dans la culture populaire
- La ligne est celle par défaut dans le jeu OpenBVE, de Redditch à Birmingham.
- La ligne est également sous la forme d'un DLC dans Train Sim World 3